# Rönnhället (vid Fagerö, Sibbo)
Rönnhället är en ö i Finland. Den ligger i Finska viken och i kommunen Sibbo i landskapet Nyland, i den södra delen av landet. Ön ligger omkring 17 kilometer öster om Helsingfors.
Öns area är 1,5 hektar och dess största längd är 220 meter i nord-sydlig riktning. Ön höjer sig omkring 10 meter över havsytan.